# 带纹玉蟹
带纹玉蟹（学名：Leucosia vittata）为玉蟹科玉蟹属的动物。分布于日本、安达曼海、台湾岛以及中国大陆的广东等地，生活环境为海水，多见于5-10米水深的泥质海底。